# Xian de Piqan
Cette page contient des caractères spéciaux ou non latins. S’ils s’affichent mal (▯, ?, etc.), consultez la page d’aide Unicode.
Le xian de Piqan (chinois : 鄯善县 ; pinyin : shànshàn xiàn; ouïghour : پىچان ناھىيىسى, Piçan Nahiyisi) est un district administratif de la région autonome du Xinjiang en Chine. Il est placé sous la juridiction de la préfecture de Tourfan.

## Démographie
La population du district était de 201 586 habitants en 1999.